# Clara del Carmen Guillén
Clara del Carmen Guillén Torres (Comitán de Domínguez, 12 de agosto de 1956) es una poeta, narradora, compositora de canciones infantiles, promotora cultural y docente mexicana. 

## Biografía
Se graduó como maestra normalista en la primera generación de la Escuela Rosario Castellanos de Comitán, estudiando en el período 1974-1978; en la Escuela Normal Superior de Chiapas cursa la Licenciatura en Español, culminando en 1982 y la Maestría en la misma especialidad, en la Escuela Normal Superior de Yucatán, División de Grados Académicos, subsede Tuxtla Gutiérrez, (1996-1998).
En 1991, fundó la Casa de Cultura de Bochil, Chiapas, de la cual fue directora por doce años. Un año después creó el Cuadro Bochilteco, conjunto de bailes que representan las costumbres y tradiciones de Bochil.
Fue docente de educación primaria de 1978 a 1982, docente de la asignatura de Español, en Escuelas Secundarias Técnicas de Simojovel y Bochil, en Chiapas, de 1982 a 1994; Directora de las Escuelas Secundarias Técnicas de Sitalá y Solosuchiapa, de 2002 a 2008 y Jefa de Enseñanza de Español en las zonas de Salto de Agua y Bochil, hasta su jubilación, en 2015.

## Obra y trayectoria literaria
Poesía
- Bajo el Peldaño (Edición de la autora, 1994)
- Nocturno para despertar desvelos (Conaculta / Coneculta, Chiapas, 2005)
- Disfraz de los secretos[2] (Conaculta / Coneculta, Chiapas, 2015)
- Canción de cuna para mecer un duelo (Editorial Surdavoz, 2018)

Narrativa
- La Puerta Vedada, (Conaculta / Coneculta, Chiapas)

Libros infantiles
- Raíz de sol,[3] (Conaculta / Coneculta; Chiapas, 2008)
- La duda de Melesmeles,[4] (Conaculta / Coneculta; Chiapas, 2013)
- Cascatiempo y sus vecinos[5] (Conaculta / Coneculta; Chiapas, 2015)
- La Casita de Lulio el Cangrejo[6] (Edición digital, Coneculta 2016)
- La palabra merodea[7] (Cuentos, canciones, destrabalenguas y adivinanzas)

## Reconocimientos
- Premio de Poesía Ydalio Huerta Escalante. 2002
- Reconocimiento por el pueblo de Bochil. 2002
- Tercer Lugar en el Premio Estatal de Poesía. 2003
- Premio Estatal de Cuento Roberto López Moreno. 2004[8]